# 1481 Tübingia
För andra betydelser, se Tübingen (olika betydelser).
1481 Tübingia eller 1938 DR är en asteroid i huvudbältet, som upptäcktes 7 februari 1938 av den tyske astronomen Karl Wilhelm Reinmuth i Heidelberg. Den har fått sitt namn efter den tyska staden Tübingen.
Asteroiden har en diameter på ungefär 33 kilometer.